# Reynoutria japonica
Il poligono del Giappone (Reynoutria japonica Houtt., 1777) è una pianta erbacea perenne della famiglia delle Poligonacee, originaria dell'Asia orientale (Russia orientale, Cina, Corea e Giappone) e introdotta in Europa nel Medioevo quale pianta foraggera, molto adatta a crescere in luoghi umidi. Può raggiungere un'altezza compresa tra 1 e 4 metri, ha una crescita rapidissima ed è considerata specie invasiva.

## Storia

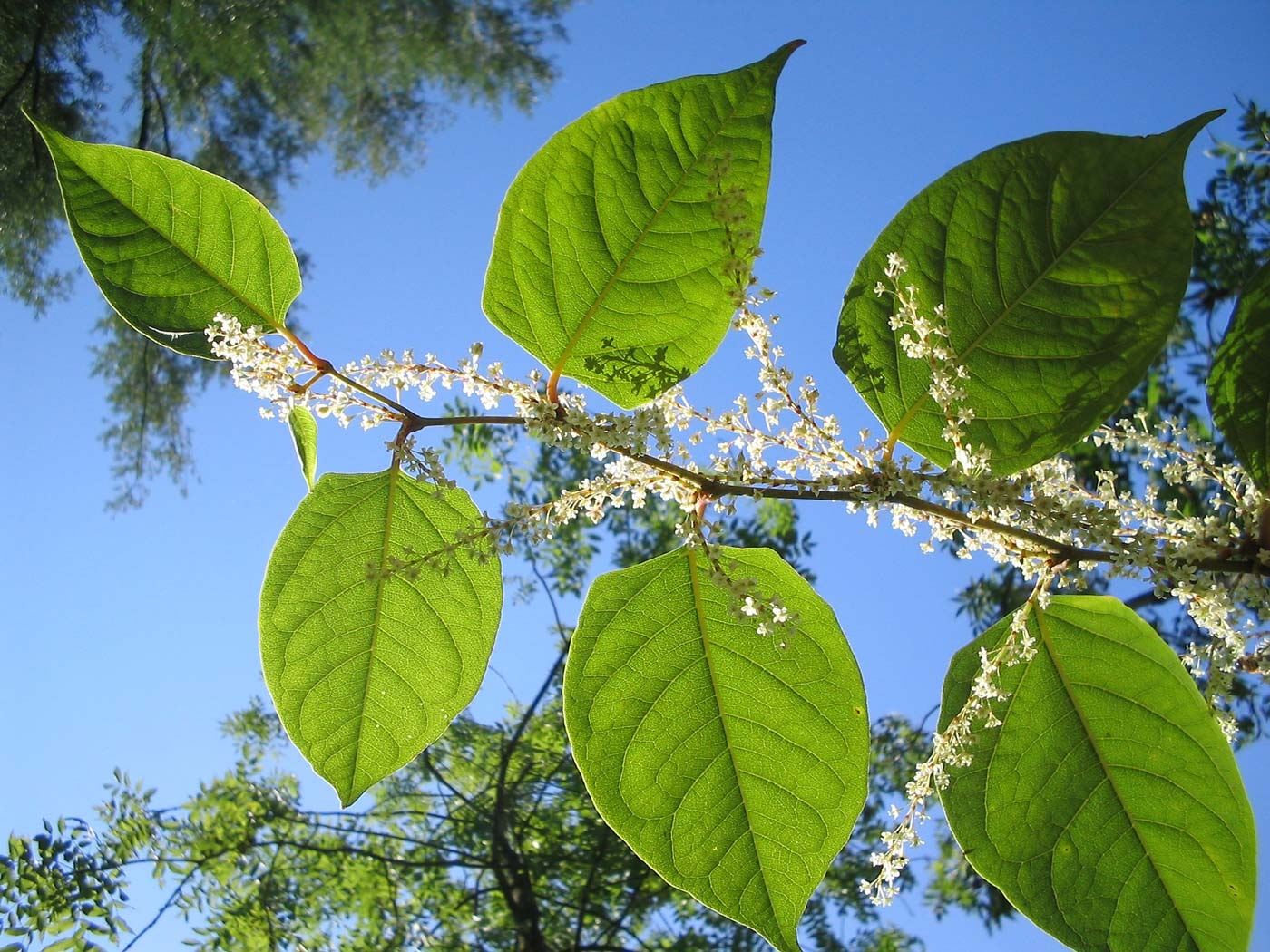
Foglie e fiori di R. japonica

Già introdotta nel Medioevo dalla via della seta come pianta da foraggio, fu reintrodotta nei Paesi Bassi da Philipp Franz von Siebold, ufficiale medico della Compagnia Olandese delle Indie Orientali di stanza a Nagasaki tra il 1823 e il 1829. La coltivò nel suo giardino di acclimatamento nel 1825, a Leida come pianta ornamentale, pianta mellifera e da foraggio. Nel 1847 la società di agricoltura e orticoltura della città di Utrecht assegnò la medaglia d'oro al poligono giapponese per la bellezza del suo fogliame e delle sue profumate infiorescenze.
Introdotto in Europa nel XIX secolo, il poligono giapponese si è naturalizzato alla fine del XIX secolo ma non ha rivelato una colonizzazione esponenziale fino alla metà del XX secolo. Si è diffuso su terreni rilavorati, lungo strade e ferrovie e soprattutto lungo i corsi d'acqua, ponendo gravi problemi ecologici. Le attività umane, in particolare lo spostamento di terreni contaminati da rizomi, durante i lavori di ingegneria civile e rurale, e le inondazioni, che strappano questi rizomi (o fusti verdi) dagli argini, sono i vettori essenziali di dispersione della pianta. A causa di problemi di fertilità, la dispersione da seme rimane piuttosto limitata.

## Descrizione

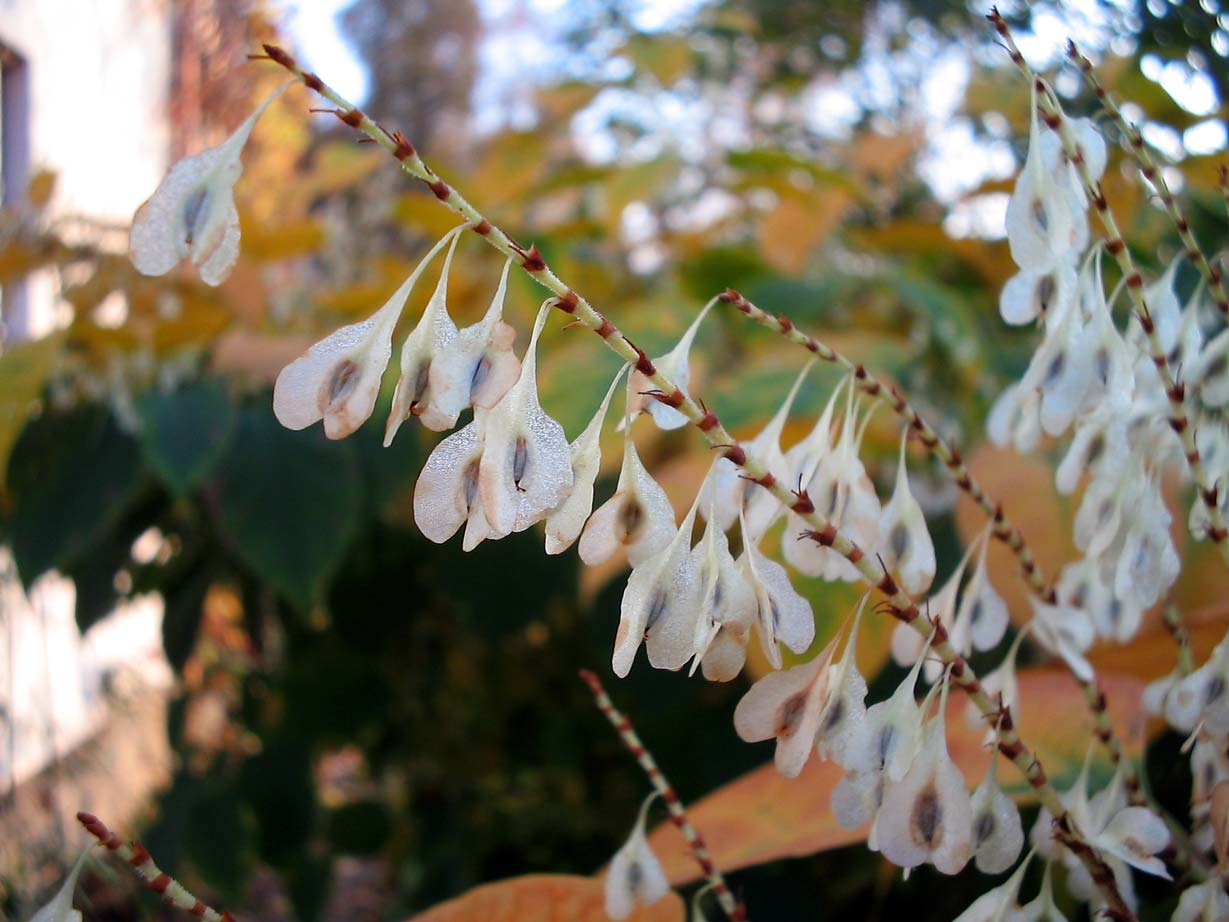
Frutti di R. japonica

Il poligono del Giappone ha fusti cavi con distinti nodi in rilievo che lo fanno assomigliare al bambù. I fusti possono raggiungere una lunghezza da 1 a 4 metri, le foglie sono ovali o triangolari, lunghe 7–14 cm e larghe 5–12 cm, a margine intero. Gli steli nascono da un enorme rizoma che può raggiungere i 30 cm di diametro. Le foglie sono alterne. 
I fiori sono piccoli, color crema o bianchi, prodotti in grappoli eretti lunghi 6–15 cm e appaiono a fine estate/inizio autunno. Gli steli aerei muoiono in inverno e persistono solo gemme sotterranee. In primavera (marzo-aprile) si sviluppano gemme a ridosso della superficie del suolo; i giovani steli diventano quindi visibili e crescono molto rapidamente in altezza, da 1 a 8 cm al giorno, il che porta la pianta a raggiungere la sua altezza massima di 4 m in 2 mesi. Una volta raggiunta la loro altezza massima, i fusti si ramificano. La formazione delle foglie continua fino alla fine dell'estate e la fioritura avviene tardivamente, tra settembre e ottobre. 
I frutti sono degli acheni di 2–4 mm di lunghezza. Poche settimane dopo (inizio novembre), le foglie cadono in massa e gli steli aerei muoiono subito dopo.
La riproduzione è molto efficiente e può avvenire per seme o tramite rizomi. La più utilizzata è senza dubbio la propagazione vegetativa. Quasi due terzi della biomassa di una pianta si trova nel suolo in un'estesa rete di rizomi, che si estendono da 1 a 3 metri di profondità e fino a 10 metri di diametro. Un frammento di rizoma di un centimetro (7 grammi) può formare un nuovo individuo.

## Specie invasiva
Questa specie è elencata dalla Unione internazionale per la conservazione della natura come una delle cento specie invasive più dannose al mondo.
È un colonizzatore di ecosistemi umidi temperati, bordi stradali e luoghi incolti. Forma colonie dense che escludono completamente qualsiasi altra specie erbacea ed è considerata una delle peggiori specie invasive. Il terreno ricoperto dal Poligono giapponese è così ombreggiato che anche la crescita dell'erba si estingue. Il successo della specie è stato in parte attribuito alla sua tolleranza ad una gamma molto ampia di condizioni; tra cui siccità, diversi tipi di suolo, pH del suolo variabile ed elevata salinità. I suoi rizomi possono sopravvivere a temperature di -35 °C e possono estendersi per 6-7 metri in orizzontale e 2-3 metri di profondità, rendendo estremamente difficile la rimozione mediante scavo. La pianta è anche resistente al taglio, ricrescendo vigorosamente dalle radici.
L'apparato radicale invasivo e la forte crescita possono danneggiare fondamenta; può spaccare, con i rizomi e i germogli, muri e pavimentazioni in calcestruzzo, edifici, strade, pavimentazioni, muri di sostegno. La forza del suo apparato sotterraneo è tale da perforare asfalto e cemento, scalzare rivestimenti, insinuarsi tra tubature e impianti domestici. Può anche ridurre la capacità dei canali nelle difese contro le inondazioni.
Il poligono giapponese, ovunque si stabilisca, blocca le successioni vegetali naturali impedendo la rigenerazione di altre piante mediante semina o germogli. Costituisce quindi una reale minaccia per l'equilibrio biologico e fisico di torrenti, fiumi e foreste ripariali.

## Usi
I fiori di poligono giapponese sono apprezzati da alcuni apicoltori come un'importante fonte di nettare per le api mellifere, in un periodo dell'anno (autunno) in cui poco altro fiorisce. Il poligono giapponese produce un miele monofloreale, solitamente chiamato miele di bambù dagli apicoltori degli Stati Uniti nordorientali.
Cresce ampiamente in tutto il Giappone ed è raccolto come ortaggio selvatico commestibile (sansai). I giovani fusti sono commestibili come ortaggio primaverile, dal sapore simile al rabarbaro.
Vengono utilizzate foglie e germogli giovani, che sembrano asparagi. Sono estremamente acidi; la pelle esterna fibrosa va sbucciata, messa a bagno in acqua per mezza giornata cruda o dopo averla sbollentata, prima di essere cotta.